# Deelnemers UEFA-toernooien Litouwen
Onderstaande tabellen bevatten de deelnemers aan de UEFA-toernooien uit  Litouwen.

## Mannen
Žalgiris Vilnius is de enige Litouwse club die ten tijde van de Sovjet-Unie (voor 1992) in Europees verband uitkwam.
NB Klikken op de clubnaam geeft een link naar het Wikipedia-artikel over het betreffende toernooi in het betreffende seizoen.
| Seizoen | Champions League      | Europacup II                                                       | UEFA Cup                                            | Intertoto Cup   |
| ------- | --------------------- | ------------------------------------------------------------------ | --------------------------------------------------- | --------------- |
| 1992/93 | Žalgiris Vilnius      |                                                                    |                                                     |                 |
| 1993/94 | Ekranas Panevėžys     | Žalgiris Vilnius                                                   |                                                     |                 |
| 1994/95 |                       | Žalgiris Vilnius                                                   | Romar Mažeikiai                                     |                 |
| 1995/96 |                       | Žalgiris Vilnius                                                   | Inkaras Kaunas                                      | Panerys Vilnius |
| 1996/97 |                       | Kareda Šiauliai                                                    | Inkaras Kaunas Žalgiris Vilnius                     | FBK Kaunas      |
| 1997/98 | Kareda Šiauliai       | Žalgiris Vilnius                                                   | Inkaras Kaunas                                      | FBK Kaunas      |
| 1998/99 | Kareda Šiauliai       | Ekranas Panevėžys                                                  | Žalgiris Vilnius                                    | Inkaras Kaunas  |
| Seizoen | Champions League      | UEFA Cup                                                           | Intertoto Cup                                       |                 |
| 1999/00 | Žalgiris Vilnius      | FBK Kaunas Kareda Šiauliai                                         | Ekranas Panevėžys                                   |                 |
| 2000/01 | Žalgiris Kaunas       | Ekranas Panevėžys Žalgiris Vilnius                                 | Atlantas Klaipeda                                   |                 |
| 2001/02 | FBK Kaunas            | Atlantas Klaipeda Žalgiris Vilnius                                 | Ekranas Panevėžys                                   |                 |
| 2002/03 | FBK Kaunas            | Atlantas Klaipeda Sūduva Marijampolė                               | Žalgiris Vilnius                                    |                 |
| 2003/04 | FBK Kaunas            | Atlantas Klaipeda Ekranas Panevėžys                                | Žalgiris Vilnius                                    |                 |
| 2004/05 | FBK Kaunas            | Ekranas Panevėžys Žalgiris Vilnius                                 | Atlantas Klaipeda Vėtra Vilnius                     |                 |
| 2005/06 | FBK Kaunas            | Atlantas Klaipeda Ekranas Panevėžys                                | Vėtra Vilnius Žalgiris Vilnius                      |                 |
| 2006/07 | Ekranas Panevėžys     | FBK Kaunas Sūduva Marijampolė                                      | Vėtra Vilnius                                       |                 |
| 2007/08 | FBK Kaunas            | Ekranas Panevėžys Sūduva Marijampolė                               | Vėtra Vilnius                                       |                 |
| 2008/09 | FBK Kaunas ->         | FBK Kaunas Sūduva Marijampolė Vėtra Vilnius                        | Ekranas Panevėžys                                   |                 |
| Seizoen | Champions League      | Europa League                                                      |                                                     |                 |
| 2009/10 | Ekranas Panevėžys     | FBK Kaunas Sūduva Marijampolė Vėtra Vilnius                        |                                                     |                 |
| 2010/11 | Ekranas Panevėžys     | FK Šiauliai Sūduva Marijampolė Tauras Tauragė                      |                                                     |                 |
| 2011/12 | Ekranas Panevėžys ->  | Ekranas Panevėžys Banga Gargždai Sūduva Marijampolė Tauras Tauragė |                                                     |                 |
| 2012/13 | Ekranas Panevėžys ->  | Ekranas Panevėžys FK Šiauliai Sūduva Marijampolė Žalgiris Vilnius  |                                                     |                 |
| 2013/14 | Ekranas Panevėžys     | Kruoja Pakruojis Sūduva Marijampolė Žalgiris Vilnius               |                                                     |                 |
| 2014/15 | Žalgiris Vilnius      | Atlantas Klaipeda Banga Gargždai Ekranas Panevėžys                 |                                                     |                 |
| 2015/16 | Žalgiris Vilnius      | Atlantas Klaipeda Kruoja Pakruojis FK Trakai                       |                                                     |                 |
| 2016/17 | Žalgiris Vilnius      | Atlantas Klaipeda Sūduva Marijampolė FK Trakai                     |                                                     |                 |
| 2017/18 | Žalgiris Vilnius      | Atlantas Klaipeda Sūduva Marijampolė FK Trakai                     |                                                     |                 |
| 2018/19 | Sūduva Marijampolė -> | Sūduva Marijampolė FC Stumbras FK Trakai Žalgiris Vilnius          |                                                     |                 |
| 2019/20 | Sūduva Marijampolė -> | Sūduva Marijampolė Kauno Žalgiris FK Riteriai Žalgiris Vilnius     |                                                     |                 |
| 2020/21 | Sūduva Marijampolė -> | Sūduva Marijampolė Kauno Žalgiris FK Riteriai Žalgiris Vilnius     |                                                     |                 |
| Seizoen | Champions League      | Europa League                                                      | Europa Conference League                            |                 |
| 2021/22 | Žalgiris Vilnius      | 0                                                                  | Ekranas Panevėžys Kauno Žalgiris Sūduva Marijampolė |                 |

### Deelnames
Aantal seizoenen
| 24x Žalgiris Vilnius (exclusief deelnames USSR, 2x) 18x FK Ekranas Panevėžys 15x Sūduva Marijampolė 13x FBK Kaunas (inclusief Žalgiris Kaunas, 1x) 10x Atlantas Klaipėda 06x FK Riteriai (inclusief FK Trakai, 4x) 06x Vėtra Vilnius 04x FK Inkaras Kaunas 04x Kareda Šiauliai | 03x FK Kauno Žalgiris 02x FK Banga Gargždai 02x FK Kruoja Pakruojis 02x FK Šiauliai 02x FK Tauras Tauragė 01x FK Panerys Vilnius 01x Romar Mažeikiai 01x FC Stumbras |

## Vrouwen
NB Klikken op de clubnaam geeft een link naar het Wikipedia-artikel over het betreffende toernooi in het betreffende seizoen.
| Seizoen          | Women's Cup          |
| ---------------- | -------------------- |
| 2001/02- 2003/04 | geen deelname        |
| 2004/05          | Gintra Universitetas |
| 2005/06          | Gintra Universitetas |
| 2006/07          | Gintra Universitetas |
| 2007/08          | Gintra Universitetas |
| 2008/09          | Gintra Universitetas |
| Seizoen          | Champions League     |
| 2009/10          | Gintra Universitetas |
| 2010/11          | Gintra Universitetas |
| 2011/12          | Gintra Universitetas |
| 2012/13          | Gintra Universitetas |
| 2013/14          | Gintra Universitetas |
| 2014/15          | Gintra Universitetas |
| 2015/16          | Gintra Universitetas |
| 2016/17          | Gintra Universitetas |
| 2017/18          | Gintra Universitetas |
| 2018/19          | Gintra Universitetas |
| 2019/20          | Gintra Universitetas |
| 2020/21          | Gintra Universitetas |
| 2021/22          | Gintra Universitetas |

### Deelnames
18x Gintra Universitetas
Albanië ·
Andorra ·
Armenië ·
Azerbeidzjan ·
België ·
Bosnië en Herzegovina ·
Bulgarije ·
Cyprus ·
Denemarken ·
Duitsland ·
Engeland ·
Estland ·
Faeröer ·
Finland ·
Frankrijk ·
Georgië ·
Gibraltar ·
Griekenland ·
Hongarije ·
Ierland ·
IJsland ·
Israël ·
Italië ·
Kazachstan ·
Kroatië ·
Kosovo ·
Letland ·
Liechtenstein ·
Litouwen ·
Luxemburg ·
Malta ·
Moldavië ·
Montenegro ·
Nederland ·
Noord-Ierland ·
Noord-Macedonië ·
Noorwegen ·
Oekraïne ·
Oostenrijk ·
Polen ·
Portugal ·
Roemenië ·
Rusland ·
San Marino ·
Schotland ·
Servië ·
Slovenië ·
Slowakije ·
Spanje ·
Tsjechië ·
Turkije ·
Wales ·
Wit-Rusland ·
Zweden ·
Zwitserland

Historie:
DDR ·
Joegoslavië ·
Saarland ·
Sovjet-Unie ·
Tsjecho-Slowakije